# Catherine Rich
Catherine Rich (* 10. Juni 1932 als Catherine Simone Henriette Marie Renaudin in Paris; † 18. Januar 2021 ebenda) war eine französische Schauspielerin.

## Leben und Schaffen
Catherine Renaudin wurde am 10. Juni 1932 in Paris als Tochter des Politikers Philippe Renaudin geboren. Ihr Großvater war der Jurist und Politiker Edmond Hannotin. Am 26. Juni 1959 heiratete sie in Orgeval (Département Seine-et-Oise, heute im Département Yvelines) den Schauspieler Claude Rich (1929–2017). Das Paar hatte zwei Töchter, darunter die Schauspielerin Delphine Rich, und adoptierte einen Jungen.
Catherine Richs Schauspielerkarriere begann nach der Heirat mit Claude Rich. 1962 gab sie an seiner Seite ihr Filmdebüt in Das brennende Gericht von Julien Duvivier. Im Lauf ihres Lebens spielte sie noch in sechs weiteren Kinofilmen; der letzte davon war Auf der Parkbank von Bruno Podalydès (2009). Auch in mehreren Fernsehserien und Fernsehfilmen spielte sie in den 1970er bis 1990er Jahren.
Vor allem aber war sie als Theaterschauspielerin bekannt. Nach ihrem Bühnendebüt 1970 in A Day in the Death of Joe Egg von Peter Nichols spielte sie unter anderem in Stücken von Sacha Guitry, Václav Havel, Tom Stoppard und Tennessee Williams. Sechsmal wurde sie für den Theaterpreis Molière nominiert, davon zweimal für eine Nebenrolle in Die Dame vom Maxim von Georges Feydeau in einer Inszenierung von Bernard Murat. Noch 2016 spielte sie in dem Stück L’Impresario de Smyrne in Paris und anschließend auf Tournee.
Am 18. Januar 2021 starb Catherine Rich im Alter von 88 Jahren im Pariser Krankenhaus Bichat.

## Filmografie (Auswahl)
- 1962: Das brennende Gericht (La Chambre Ardente) – Regie: Julien Duvivier
- 1965: L’Or du Duc – Regie: Jacques Baratier
- 1967: Die Freunde der Margerite (Les compagnons de la marguerite) – Regie: Jean-Pierre Mocky
- 1970: Le Temps de mourir – Regie: André Farwagi
- 1978: Besuch Mama, Papa muss arbeiten (Va voir maman, papa travaille) – Regie: François Leterrier
- 1986: Buisson ardent – Regie: Laurent Perrin
- 1996: Hauptmann Conan und die Wölfe des Krieges (Capitaine Conan) – Regie: Bertrand Tavernier
- 2009: Auf der Parkbank (Bancs publics [Versailles Rive-Droite]) – Regie: Bruno Podalydès